# Wereldkampioenschappen zwemmen 2017 – 4×100 meter wisselslag gemengd
De gemengde 4×100 meter wisselslag op de wereldkampioenschappen zwemmen 2017 in Boedapest vond plaats op 26 juli 2017. Na afloop van de series kwalificeren de acht snelste ploegen zich voor de finale.

## Records
Voorafgaand aan het toernooi waren dit het wereldrecord en het kampioenschapsrecord
| Wereldrecord         | Verenigd Koninkrijk Chris Walker-Hebborn Adam Peaty Siobhan-Marie O'Connor Francesca Halsall | 3.41,71 | Kazan | 5 augustus 2015 |
| Kampioenschapsrecord | Verenigd Koninkrijk Chris Walker-Hebborn Adam Peaty Siobhan-Marie O'Connor Francesca Halsall | 3.41,71 | Kazan | 5 augustus 2015 |

## Uitslagen

### Series
| Rang | Serie | Baan | Namen               | Land | Tijd    | Bijz. |
| ---- | ----- | ---- | ------------------- | --- | ------- | ----- |
| 1    | 2     | 2    | Verenigde Staten    | Ryan Murphy (52.34) Kevin Cordes (58.95) Kelsi Worrell (56.17) Mallory Comerford (52.82)                        | 3:40.28 | Q, WR |
| 2    | 4     | 9    | Australië           | Kaylee McKeown (1:00.03) Matthew Wilson (59.69) Grant Irvine (51.09) Shayna Jack (53.32)                        | 3:44.13 | Q     |
| 3    | 2     | 6    | Canada              | Javier Acevedo (54.44) Richard Funk (59.04) Rebecca Smith (57.57) Chantal van Landeghem (53.41)                 | 3:44.46 | Q     |
| 4    | 4     | 4    | Verenigd Koninkrijk | Georgia Davies (59.54) Ross Murdoch (59.49) James Guy (51.12) Freya Anderson (54.64)                            | 3:44.79 | Q     |
| 5    | 3     | 5    | Rusland             | Kliment Kolesnikov (53.48) Vsevolod Zanko (59.69) Svetlana Tsjimrova (58.25) Viktoria Andrejeva (54.67)         | 3:46.09 | Q     |
| 6    | 1     | 4    | China               | Li Guangyuan (53.65) Shi Jinglin (1:06.87) Li Zhuhao (52.01) Zhu Menghui (53.72)                                | 3:46.25 | Q     |
| 7    | 3     | 4    | Italië              | Margherita Panziera (1:01.03) Nicolò Martinenghi (1:00.26) Piero Codia (51.91) Silvia Di Pietro (53.55)         | 3:46.75 | Q     |
| 8    | 2     | 1    | Duitsland           | Lisa Graf (1:00.69) Christian vom Lehn (1:00.53) Aliena Schmidtke (57.70) Marius Kusch (48.74)                  | 3:47.66 | Q     |
| 9    | 4     | 3    | Argentinië          | Andrea Berrino (1:01.78) Macarena Ceballos (1:09.51) Santiago Grassi (52.65) Federico Grabich (48.55)           | 3:52.49 |       |
| 10   | 1     | 3    | Japan               | Junya Koga (53.88) Runa Imai (1:09.30) Sakiko Shimizu (59.72) Tsubasa Amai (50.79)                              | 3:53.79 |       |
| 11   | 3     | 9    | Mexico              | Fernanda González (1:02.72) Miguel de Lara Ojeda (1:01.36) Daniel Ramírez (54.13) Liliana Ibáñez (56.53)        | 3:54.74 |       |
| 12   | 2     | 4    | Estland             | Sigrid Sepp (1:03.06) Maria Romanjuk (1:09.02) Kregor Zirk (53.37) Daniel Zaitsev (50.49)                       | 3:55.94 |       |
| 13   | 2     | 8    | Slowakije           | Katarína Listopadová (1:01.68) Tomáš Klobučník (1:01.48) Barbora Mišendová (1:01.53) Richard Nagy (52.09)       | 3:56.78 |       |
| 14   | 4     | 6    | Zuid-Afrika         | Martin Binedell (56.17) Kaylene Corbett (1:10.76) Clayton Jimmie (54.67) Erin Gallagher (55.42)                 | 3:57.02 |       |
| 15   | 3     | 8    | Letland             | Kristina Steina (1:05.10) Daniils Bobrovs (1:02.65) Nikolajs Maskaļenko (56.27) Gabriela Ņikitina (56.68)       | 4:00.70 |       |
| 16   | 3     | 7    | Filipijnen          | Nicole Oliva (1:07.02) James Deiparine (1:02.54) Jessie Lacuna (56.60) Jasmine Al-Khaldi (56.95)                | 4:03.11 |       |
| 17   | 2     | 3    | Moldavië            | Tatiana Salcutan (1:02.22) Alina Bulmag (1:10.26) Pavel Izbisciuc (57.07) Evghenii Paponin (55.49)              | 4:05.04 |       |
| 18   | 3     | 2    | Kenia               | Steven Maina (1:00.54) Rebecca Kamau (1:12.80) Emily Muteti (1:02.92) Issa Mohamed (52.58)                      | 4:08.84 |       |
| 19   | 4     | 2    | Faeröer             | Signhild Joensen (1:04.10) Róland Toftum (1:06.63) Óli Mortensen (58.62) Sára Ryggshamar Nysted (1:00.94)       | 4:10.29 |       |
| 20   | 4     | 7    | Angola              | Catarina Sousa (1:10.80) Mario Ervedosa (1:05.07) Daniel Francisco (59.77) Ana Sofia Nóbrega (1:00.04)          | 4:15.68 |       |
| 21   | 4     | 0    | Aruba               | Mikel Schreuders (1:03.75) Jordy Groters (1:04.35) Daniella van den Berg (1:09.24) Allyson Ponson (59.35)       | 4:16.69 |       |
| 22   | 3     | 6    | Malediven           | Mubal Azzam Ibrahim (1:17.92) Sajina Aishath (1:31.53) Ismail Muthasim Adnan (1:09.07) Aminath Shajan (1:08.83) | 5:07.35 |       |
| 31   |       |      | Hongarije           | Gábor Balog (54.67) Dániel Gyurta (DSQ) Liliána Szilágyi Zsuzsanna Jakabos                                      | DSQ     | DSQ   |
| 31   |       |      | Zweden              | Ida Lindborg (1:01.50) Johannes Skagius (1:00.42) Louise Hansson (DSQ) Victor Johansson                         | DSQ     | DSQ   |
| 31   | 1     | 5    | Seychellen          | Alexus Laird Adam Moncherry Felicy Passon Dean Hoffman                                                          | DNS     | DNS   |
| 31   | 2     | 5    | Israël              | DNS | DNS     | DNS   |
| 31   | 2     | 7    | Madagaskar          | DNS | DNS     | DNS   |
| 31   | 3     | 0    | Mozambique          | DNS | DNS     | DNS   |
| 31   | 3     | 1    | Sri Lanka           | DNS | DNS     | DNS   |
| 31   | 3     | 3    | Egypte              | DNS | DNS     | DNS   |
| 31   | 4     | 1    | Finland             | DNS | DNS     | DNS   |

### Finale
| Rang   | Baan | Namen                                                                                                 | Land                | Tijd    | Bijz. |
| ------ | ---- | --- | ------------------- | ------- | ----- |
| Goud   | 4    | Matt Grevers (52.32) Lilly King (1:04.15) Caeleb Dressel (49.92) Simone Manuel (52.17)                | Verenigde Staten    | 3.38,56 | WR    |
| Zilver | 5    | Mitch Larkin (53.11) Daniel Cave (59.29) Emma McKeon (56.51) Bronte Campbell (52.30)                  | Australië           | 3.41,21 |       |
| Brons  | 3    | Kylie Masse (58.22) Richard Funk (59.14) Penny Oleksiak (56.18) Yuri Kisil (47.71)                    | Canada              | 3.41,25 |       |
| Brons  | 7    | Xu Jiayu (52.37) Yan Zibei (58.98) Zhang Yufei (56.98) Zhu Menghui (52.92)                            | China               | 3.41,25 |       |
| 5      | 6    | Georgia Davies (59.98) Adam Peaty (57.12) James Guy (50.51) Siobhan-Marie O'Connor (53.95)            | Verenigd Koninkrijk | 3.41,56 |       |
| 6      | 2    | Grigori Tarasevitsj (53.35) Kirill Prigoda (58.64) Svetlana Tsjimrova (57.18) Veronika Popova (53.85) | Rusland             | 3.43,02 |       |
| 7      | 8    | Lisa Graf (1:00.55) Marco Koch (59.89) Aliena Schmidtke (57.29) Damian Wierling (48.30)               | Duitsland           | 3.46,03 |       |
| 8      | 1    | Matteo Milli (54.24) Nicolò Martinenghi (59.61) Ilaria Bianchi (57.25) Federica Pellegrini (55.23)    | Italië              | 3.46,33 |       |